# Carl Johan Erichsen
Carl Johan Erichsen, norveški general, * 14. september 1879, † 10. november 1949.